# Гартфорд (Айова)
Гартфорд (англ. Hartford) — місто (англ. city) в США, в окрузі Воррен штату Айова. Населення — 733 особи (2020).

## Географія
Гартфорд розташований за координатами 41°27′29″ пн. ш. 93°24′18″ зх. д. / 41.45806° пн. ш. 93.40500° зх. д. (41.458075, -93.405084).  За даними Бюро перепису населення США в 2010 році місто мало площу 2,67 км², уся площа — суходіл. В 2017 році площа становила 2,81 км², уся площа — суходіл.

## Демографія
Згідно з переписом 2010 року, у місті мешкала 771 особа в 279 домогосподарствах у складі 208 родин. Густота населення становила 288 осіб/км².  Було 299 помешкань (112/км²).
Расовий склад населення:
| - 97,4 % — білих - 0,6 % — чорних або афроамериканців - 0,5 % — азіатів - 0,1 % — корінних американців |

До двох чи більше рас належало 0,8 %. Частка іспаномовних становила 2,5 % від усіх жителів.
За віковим діапазоном населення розподілялося таким чином: 30,6 % — особи молодші 18 років, 60,2 % — особи у віці 18—64 років, 9,2 % — особи у віці 65 років та старші. Медіана віку мешканця становила 33,3 року. На 100 осіб жіночої статі у місті припадало 105,1 чоловіків;  на 100 жінок у віці від 18 років та старших — 100,4 чоловіків також старших 18 років.
Середній дохід на одне домашнє господарство  становив 59 752 долари США (медіана — 56 094), а середній дохід на одну сім'ю — 68 232 долари (медіана — 61 094). Медіана доходів становила 52 969 доларів для чоловіків та 35 833 долари для жінок. За межею бідності перебувало 7,6 % осіб, у тому числі 11,9 % дітей у віці до 18 років та 0,0 % осіб у віці 65 років та старших.
Цивільне працевлаштоване населення становило 363 особи. Основні галузі зайнятості: освіта, охорона здоров'я та соціальна допомога — 22,9 %, фінанси, страхування та нерухомість — 14,3 %, виробництво — 12,9 %.